# AIG1
A proteína 1 induzida por andrógeno é uma proteína que em humanos é codificada pelo gene AIG1.